# ? (álbum de XXXTentacion)
? es el segundo álbum de estudio del rapero estadounidense XXXTentacion y el último álbum de estudio que se lanzó antes de su muerte. Fue lanzado el 16 de marzo de 2018 por Bad Vibes Forever, Caroline Distribution y Capitol Music Group. Sucede el lanzamiento de su álbum debut 17 (2017) y la obra extendida A Ghetto Christmas Carol (2017). El álbum fue producido principalmente por el colaborador frecuente John Cunningham e incluye apariciones especiales de PnB Rock, Travis Barker, Joey Badass y Matt Ox.
Con más instrumentación en vivo que 17, ? presenta una variedad de géneros, que incluyen acústica, emo, rock alternativo, trap y cloud rap. Las voces de XXXTentacion en partes del álbum son menos moderadas y bajas en comparación con las 17, con su voz en canciones introspectivas sobre piano y acordes de guitarra acústica que se proyectan más. En otras partes del álbum, el estilo de XXXTentacion se asemeja a su sonido underground, con él gritando. El álbum también presenta sonidos similares a la escena de rap Soundcloud.
? se convirtió en el primer álbum número uno de Estados Unidos de XXXTentacion, debutando en el número uno en el Billboard 200 con 131,000 unidades equivalentes al álbum obtenidas en su primera semana. Desde entonces, el álbum ha sido certificado platino por la Recording Industry Association of America (RIAA). Fue apoyado por tres sencillos principales: "Sad!", "Changes" y "Moonlight". Tras la muerte de XXXTentacion el 18 de junio de 2018, "Sad!" encabezó el Billboard Hot 100, donde XXXTentacion se convirtió en el primer acto en ganar un sencillo número uno Hot 100 como artista principal desde The Notorious B.I.G. con "Mo Money Mo Problems" en 1997.

## Antecedentes
XXXTentacion lanzó su primer álbum de estudio, 17 en agosto de 2017, con éxito comercial. Después del lanzamiento del álbum, anunció que dejaría la música debido a la negatividad y la reacción violenta, aunque finalmente firmó un contrato de un álbum por $ 6 millones con Caroline Distribution y lanzó A Ghetto Christmas Carol (EP) en su SoundCloud el 11 de diciembre de 2017.
Después del lanzamiento de A Ghetto Christmas Carol, XXXTentacion anunció que estaba preparando tres nuevos álbumes y finalmente anunció los títulos de los álbumes como Bad Vibes Forever, Skins y Windows 10, Luego de ser liberado bajo arresto domiciliario el 23 de diciembre de 2017. La lista de canciones y la fecha de lanzamiento fue confirmada por XXXTentacion el 12 de marzo de 2018 a través de las redes sociales.

## Composición
A diferencia de 17, el álbum presenta una variedad de géneros, que incluyen rock alternativo, emo, trap, acústico y cloud rap. La canción "I Don't Even Speak Spanish lol" ha sido etiquetada como reguetón pop, mientras que "Infinity (888)" es una canción clásica de hip hop. Las voces de XXXTentacion en partes del álbum son menos moderadas y bajas en comparación con las 17, con sus voces sobre piano y acordes de guitarra acústica más proyectados. En otras partes del álbum, el estilo de XXXTentacion se asemeja a su sonido subterráneo pre"Look at Me!", con él retratando la ira a través de gritos. El álbum también presenta sonidos similares a la escena de rap Soundcloud.

## Lista de canciones
| N.º | Título                                                                    | Producer(s)  | Duración |  |
| 1.  | «Introduction (Instructions)»                                             | XXXTentacion | 1:57     |  |
| 2.  | «Alone, Part 3»                                                           | Cunningham   | 1:49     |  |
| 3.  | «Moonlight»                                                               | Cunningham   | 2:15     |  |
| 4.  | «Sad!»                                                                    | Cunningham   | 2:46     |  |
| 5.  | «The Remedy for a Broken Heart (Why Am I So in Love)»                     | XXXTentacion | 2:40     |  |
| 6.  | «Floor 555»                                                               | Dell Soda    | 1:33     |  |
| 7.  | «Numb»                                                                    | Cunningham   | 3:06     |  |
| 8.  | «Infinity (888)» (con Joey Badass)                                        | P. Soul      | 2:56     |  |
| 9.  | «Going Down!»                                                             | TM88         | 1:55     |  |
| 10. | «Pain = Best Friend» (con Travis Barker)                                  | XXXTentacion | 1:50     |  |
| 11. | «$$$» (con Matt Ox)                                                       | Den Beats    | 2:10     |  |
| 12. | «Love Yourself» (interlude)                                               | XXXTentacion | 0:48     |  |
| 13. | «Smash!» (con PnB Rock)                                                   | Smash David  | 1:49     |  |
| 14. | «I Don't Even Speak Spanish LOL» (con Rio Santana, Judah y Carlos Andrez) | Z3N          | 3:12     |  |
| 15. | «Changes»                                                                 | Cunningham   | 2:02     |  |
| 16. | «Hope»                                                                    | Cunningham   | 1:50     |  |
| 17. | «Schizophrenia»                                                           | Cunningham   | 1:20     |  |
| 18. | «Before I Close My Eyes»                                                  | Cunningham   | 1:39     |  |

## Posicionamiento en lista
| Lista (2018-2020)                       | Posiciones |
| --------------------------------------- | ---------- |
| Alemania (Media Control Charts)         | 13         |
| Australia (ARIA)                        | 2          |
| Austria (Ö3 Austria)                    | 5          |
| Bélgica (Ultratop flamenca)             | 3          |
| Bélgica (Ultratop valona)               | 3          |
| Canadá (Billboard Canadian Albums)      | 1          |
| República Checa (ČNS IFPI)              | 1          |
| Dinamarca (Hitlisten)                   | 1          |
| Países Bajos (Album Top 100)            | 1          |
| Finlandia (Suomen Virallinen Lista)     | 2          |
| Francia (SNEP)                          | 3          |
| Hungría (MAHASZ)                        | 20         |
| Irlanda (IRMA)                          | 2          |
| Italia (FIMI)                           | 8          |
| Japanese Albums (Oricon)                | 2          |
| Nueva Zelanda (Recorded Music NZ)       | 1          |
| Noruega (VG-lista)                      | 1          |
| Polonia (ZPAV)                          | 38         |
| Portugal (AFP)                          | 50         |
| Escocia (Scottish Albums Chart)         | 73         |
| España (PROMUSICAE)                     | 53         |
| Suecia (Sverigetopplistan)              | 1          |
| Suiza (Schweizer Hitparade)             | 4          |
| Reino Unido (UK Albums Chart)           | 3          |
| US Billboard 200                        | 1          |
| Estados Unidos (Independent Albums)     | 1          |
| Estados Unidos (Top R&B/Hip-Hop Albums) | 1          |